# Antoine Blanc (évêque)
Pour les articles homonymes, voir Antoine Blanc.
Antoine Blanc, né le 11 octobre 1792 à Sury-le-Comtal (Rhône-et-Loire) et mort le 20 juin 1860 à La Nouvelle-Orléans (Louisiane), est un ecclésiastique français qui fut archevêque de La Nouvelle-Orléans aux États-Unis.

## Biographie

### Formation
Antoine Blanc naît à Sury-le-Comtal. Il poursuit ses études au séminaire et il est ordonné prêtre en 1816. Quelques mois plus tard, il part en mission pour les États-Unis et arrive à Annapolis (Maryland) en 1817, puis il missionne en Louisiane.  Cependant dans son History of the Catholic Church in the Diocese of Vincennes, l'historien Herman Alerding déclare qu'Antoine Blanc a servi comme vicaire à la paroisse de Vincennes (Indiana) du 25 avril 1818 à février 1820. De plus, Thomas McAvoy certifie dans son livre, The Catholic Church in Indiana 1789-1834 que Mgr Dubourg a bien envoyé deux de ses prêtres à Vincennes en 1818, l'abbé Blanc et l'abbé Jeanjean. Il apparaît qu'Antoine Blanc a été appelé en Louisiane en janvier 1819.

### Prêtre et évêque en Louisiane
Après des années de travail en tant que missionnaire dans le Mississippi et en Louisiane, puis curé à l'église Saint-François de la Pointe Coupée en Louisiane  et ensuite curé de la paroisse Saint-Joseph de Bâton Rouge, Antoine Blanc est appelé par l'évêque, Mgr de Neckère, à le seconder dans l'administration du diocèse de La Nouvelle-Orléans.
En 1827, Antoine Blanc, Armand Duplantier, Fulwar Skipwith, Thomas B. Robertson et  Sébastien Hiriart reçoivent l'autorisation de la législature d'État de mettre sur pied la Société agricole de Bâton Rouge. En 1831, Antoine Blanc est nommé vicaire général du diocèse. En 1835, il est nommé évêque coadjuteur avec droit de succession à la mort de Mgr de Neckère. Devenu évêque de La Nouvelle-Orléans, il siège la cathédrale Saint-Louis de La Nouvelle-Orléans. Il a juridiction sur la Louisiane et le Mississippi auxquels le Texas est ajouté en 1838. Plus tard, cet immense territoire est réduit par l'érection du diocèse du Mississippi. En 1853, le diocèse de Natchitoches est fondé à son tour (dans le nord de la Louisiane). La croissance démographique de La Nouvelle-Orléans prend toute l'attention de Mgr Blanc.
En 1850, le diocèse de La Nouvelle-Orléans est élevé au rang d'archidiocèse et il en devient donc le premier archevêque. Il invite d'Europe les jésuites et les lazaristes à ouvrir dans son diocèse des séminaires et des maisons de formation pour les futurs prêtres. Il invite aussi dans son diocèse les rédemptoristes et les Frères des écoles chrétiennes pour tenir des écoles de garçons et les Filles de la Charité, les Sœurs du Bon Pasteur d'Angers, les Sœurs de Notre-Dame, les Sœurs de Notre Dame du Mont Carmel de Lacombe, et les Sœurs de la Sainte-Croix, pour ouvrir des écoles de filles, des ouvroirs, etc. Ces nouvelles fondations viennent en aide aux populations en constante augmentation avec l'arrivée d'immigrés d'Europe (notamment d'Irlande), pour la plupart anglophones et qui s'agrègent aux populations locales encore francophones ; l'aide spirituelle et l'aide matérielle (fondation de nouveaux villages, épidémies, éducation, services sociaux, etc.) sont pour lui essentielles. Mgr Blanc demande aussi des soins matériels et spirituels pour les esclaves noirs. En 1832, La Nouvelle-Orléans est la quatrième ville des États-Unis en termes de population après New York, Philadelphie et Boston.
Une épidémie de fièvre jaune décime la population de la Louisiane et provoque la mort de 5% de la population de La Nouvelle-Orléans.
Mgr Blanc meurt en 1860 dans sa résidence de La Nouvelle-Orléans et il est inhumé à la cathédrale Saint-Louis. Mgr Jean-Marie Odin, également Français, lui succède.

## Postérité
Pendant son épiscopat, il fait passer le nombre des églises de La Nouvelle-Orléans et des alentours de 26 à 73 et le nombre de prêtres de 27 à 92. De nombreuses écoles, collèges secondaires, couvents et maisons de vieillards sont également ouverts.
- Une fondation porte son nom en son honneur (The Archbishop Antoine Blanc Memorial) au no 1100 de la rue de Chartres (Chartres Street) ; elle renferme les archives de l'archidiocèse.
- The Archbishop Antoine Blanc Assembly # 2047 des Knights of Columbus, se trouvant à New Roads, porte son nom également.